# Tantadruj (film)
Tantadruj je slovenski dramski TV film iz leta 1995. Posnet je po istoimenski noveli Cirila Kosmača.
Večina filma je bila posneta v Vipavi, semenj se dogaja na starem placu oziroma Trgu Pavla Rušta, nekaj prizorov je tudi izpred pred župnijske cerkve v Vipavi ter pokopališča Gradišče pri Vipavi. Notranji prizori se dogajajo v gostilni Krhne v Vipavi in v studiih v Ljubljani. Maskirnica in kostumografija je bila v pritličju Stare šole v Vipavi.

### Zgodba
Prismuknjeni in dobrodušni fant Tantadruj, t.i. božji otrok, je ime dobil, ko je materi tožil o zlobnih vaških otrocih (»ta in ta in drug«). Njegova ljubezen je hroma Jelčica. Želi si umreti, ker mu je mama rekla, da bo šele takrat srečen, in v ta namen zbira kravje zvonce, ki jih nosi na vrvi okoli svojega telesa. Ko jih bo zbral 40 za vse mučenike, bo lahko umrl. Nasvet o tem, kako to storiti, išče pri strogem župniku, ki so mu taka vprašanja v nadlego in zavrača njegove ideje. 
Manjkajo mu trije zvonci in ponje gre na sejem. Tam sreča druge norčke, Rusepatacisa, Luko in Matica. V gostilni Peregrin zaigra na Tantadrujeve zvonce in s svojo pesmijo presune prisotne. Stražmojster ne more zadovoljiti norčka Janeza Žakaja, ki iz odgovorov ustvarja nova vprašanja. 
Ko so Tantadruj, Matic, Rusepatacis in Luka že namenjeni v prenočišče pri dobrotniku Hotejcu, se pri pokopališču odločijo pomagati Tantadruju, ki tako leže v jamo, da ga dva zasujeta, eden pa zraven zvoni. Rusepatacis mu zapoje. Pridejo razburjeni vaščani. Jezni župnik, ki gosti trojico župnikov na bogatem obedu, ukaže Tantadruju, naj pride iz jame, nato pa pošlje vsakega v svojo smer domov. Tantadruj gre ob Idrijci, drugi ob Soči navzgor, tretji ob njej navzdol, četrti pa ob Bači.

## Kritike
Vesna Marinčič je pohvalila od začetka prijeten film, duhovite prizore, uigrano ekipo, svežega in subtilnega novinca Aljošo Trnovška, ki Tantadruja izžareva, uveljavljena Končarja in Poliča v zanju netipičnih vlogah in Poldeta Bibiča. Veselku je očitala nastopaštvo in karikiran lik. Bala se je, da bo to še ena spodletela TV ekranizacija novele in Štiglic, režiser filmov Poletje v školjki, ni bil videti kot dobra izbira za režijo filma po literarni predlogi, zato je bila prijetno presenečena. Pripomnila je, da bi morali biti junaki za morebitno kinematografsko izdajo temeljiteje obdelani in da je bil scenarist France Štiglic najboljši, ko je ustvarjal na Primorskem (Tistega lepega dne).

## Zasedba
| - Aljoša Ternovšek: Tantadruj - Radko Polič: Rusepatacis • nekdanji furlanski hlapec, ki je duševno zbolel in sovraži repo in krompir, ker je bila pri kmetu to edina hrana - Dare Valič: Luka Božorno-boserna • starejši invalid, ki si je v zidarski nesreči poškodoval tudi glavo in vsem razlaga, da ne bi več smeli zidati navzgor, temveč navdzol, malce po ravnem in potem naravnost v zemljo. Pozdravlja z mešanico italijanskih dober dan in dober večer. - Roman Končar: Matic Enaka palica • neuspešno strga palice, da bi bile na obeh koncih popolnoma enake - Lojze Rozman: kmet Hotejec | - Saša Mihelčič: Jelčica - Borut Veselko: Najdeni Peregrin • zavržen nezakonski otrok, lepotec in potujoči glasbenik - Polde Bibič: domači župnik - Marko Okorn: Okrogličar - Judita Zidar: Pepa - Franc Markovčič: stražmojster - Janez Škof: Janez Žakaj • zastavlja neskončna vprašanja, ki se začnejo z Žakaj |

## Ekipa
- fotografija: Rado Likon
- glasba: Jani Golob
- montaža: Janez Bricelj
- kostumografija: Leo Kulaš
- scenografija: France Kveder
- maskerka: Marija Jurovič

vir

## Nagrade
- Slovenski filmski maraton 1995: srebrna nagrada Metoda Badjura za režijo (zlate nagrade niso podelili)[1]